# Sara Fazilat
Sara Fazilat, née le 23 février 1987 à Téhéran (Iran), est une actrice allemande.

## Biographie
Sara Fazilat naît en 1987 à Téhéran et grandit à Brême, en Allemagne. Ses langues maternelles sont l'allemand et le persan. Elle apprend la danse de salon et la guitare pendant son enfance et son adolescence. Sara Fazilat fréquente le gymnase bilingue Hermann Böse (de), où elle suit des cours d'arts du spectacle et se découvre une passion pour le théâtre.
Après avoir obtenu son diplôme d'études secondaires, Fazilat effectue un stage au Théâtre de Brême et suit une formation d'acteur avec Gabriele Möller-Lukasz. Sara Fazilat se rend en 2008 à Londres et fréquente la Guildhall School of Music and Drama et la Royal Academy of Dramatic Art. Des demandes de casting la poussent à retourner en Allemagne en 2011, à Berlin, la ville du cinéma. Dans les premières années, elle est devant la caméra pour divers films pour l'Académie allemande du cinéma et de la télévision et en 2012, elle apparait sur grand écran dans Die Relativitätstheorie der Liebe (de) d'Otto Alexander Jahrreiss aux côtés de Katja Riemann et Olli Dittrich.
En plus des rôles principaux dans des épisodes de Tatort ou dans la série RTL Alerte Cobra (Alarm für Cobra 11 - Die Autobahnpolizei), Fazilat obtient le rôle principal permanent dans la série ARD Einfach Rosa  (de) aux côtés d'Alexandra Neldel en 2014. Le long métrage Puppe, pour lequel Fazilat tourne sous la direction de Sebastian Kutzli et avec Corinna Harfouch, reçoit la note de film « important » (wertvoll).
En 2021, elle produit le drame Nico pour lequel elle est également coscénariste et où elle tient le rôle principal. Le film est inscrit dans la compétition des longs métrages du 42e Festival Max Ophüls, tandis que Fazilat est récompensée dans la catégorie Meilleure jeune actrice. L'année suivante, elle reçoit le Prix du cinéma bavarois de la meilleure jeune actrice pour Nico.
Sara Fazilat vit à Berlin.

## Filmographie (sélection)
- 2011 : Die Relativitätstheorie der Liebe (de) : Meral
- 2012 : Puppe (de) : Magenta
- 2018 : Herrliche Zeiten (de) : Oskar Roehler
- 2019 : Was gewesen wäre (cy) : Schwester Sabine (non créditée)
- 2020 : O Mein Gott. : Bashira
- 2021 : Nico : Nico (également coscénariste avec Eline Gehring et Francy Fabritz)
- 2022 : Les Nuits de Mashhad (Holy Spider) d'Ali Abbasi : Zinab
- 2022 : Alle für Ella (de) : Marina Bernardi (en post-production)
- 2022 : Tausend Zeilen (de) (en post-production)

## Récompenses et distinctions
- 2021 : Festival du film Max Ophüls : Meilleure jeune actrice pour Nico
- 2021 : Prix du cinéma bavarois de la meilleure jeune actrice pour Nico
- (en) Sara Fazilat: Awards, sur l'Internet Movie Database